# Lichstedt
Lichstedt ist ein Ortsteil der Stadt Rudolstadt im Landkreis Saalfeld-Rudolstadt in Thüringen.

## Geografie
Das Haufendorf Lichstedt liegt auf einer Hochebene westlich von Rudolstadt in einem gebildeten Seitental des Schaalbaches, der Richtung Schaala -Rudolstadt zur Saale fließt. Die Bundesstraße 90 nutzt teilweise das Tal und führt naturbedingt bogenförmig von Ost nach Nordwest um das Dorf Richtung Stadtilm nach Erfurt oder Arnstadt weiterführend. Um die Gemarkung des Ortes befindet sich an Hängen und auf Anhöhen Wald. Die Böden sind aus verwittertem Muschelkalk gebildet worden. Die südlich geneigte Hochebene hat aber auch klimatische Vorzüge im Frühjahr und Herbst. Richtung Westen schließt sich die Hochebene Schönefeld der Sundremdaer, Ehrensteiner und Thälendorfer Bauern an.

## Geschichte
Am 16. August 1275 wurde Lichstedt erstmals urkundlich erwähnt. Zwei Rittergüter, die im 18. Jahrhundert vereinigt worden sind, bewirtschaftete der Kanzler des Fürstentums Schwarzburg-Rudolstadt. 1769 stiftete Christian Ulrich von Ketelhodt das Rosenfest. Diese Tradition wird seither von den Lichstedtern gepflegt. Dieser kunstsinnige Regierungschef ließ auf seinem Besitz Bau- und Parkanlagen schaffen, deren griechische Bezeichnungen an das klassische Altertum erinnern sollten. Ein noch heute sichtbares Beispiel der oberhalb von Lichstedt gelegene „Musensitz“, ein Quaderstein mit der Darstellung der neun Musen. Bis 1918 gehörte der Ort zur Oberherrschaft des Fürstentums Schwarzburg-Rudolstadt.
Die Flur der Domäne Groschwitz wurde 1926 dem Gemeindebezirk Lichstedt angegliedert. Die meisten Leute des Ortes waren Bauern. Nach 1945 wurde das Lichstedter Gut enteignet und an Umsiedler aus den verloren gegangenen Ostgebieten Deutschlands und an landarme einheimische Bauern übereignet, ab 1953 dann genossenschaftlich vom Volkseigenen Gut Groschwitz aus bewirtschaftet. Das frühere Gutshaus wurde abgetragen. Nach der Wende formierten sich die Bauern neu und fanden neue Weg zur Bewirtschaftung ihrer Böden und des Inventars.

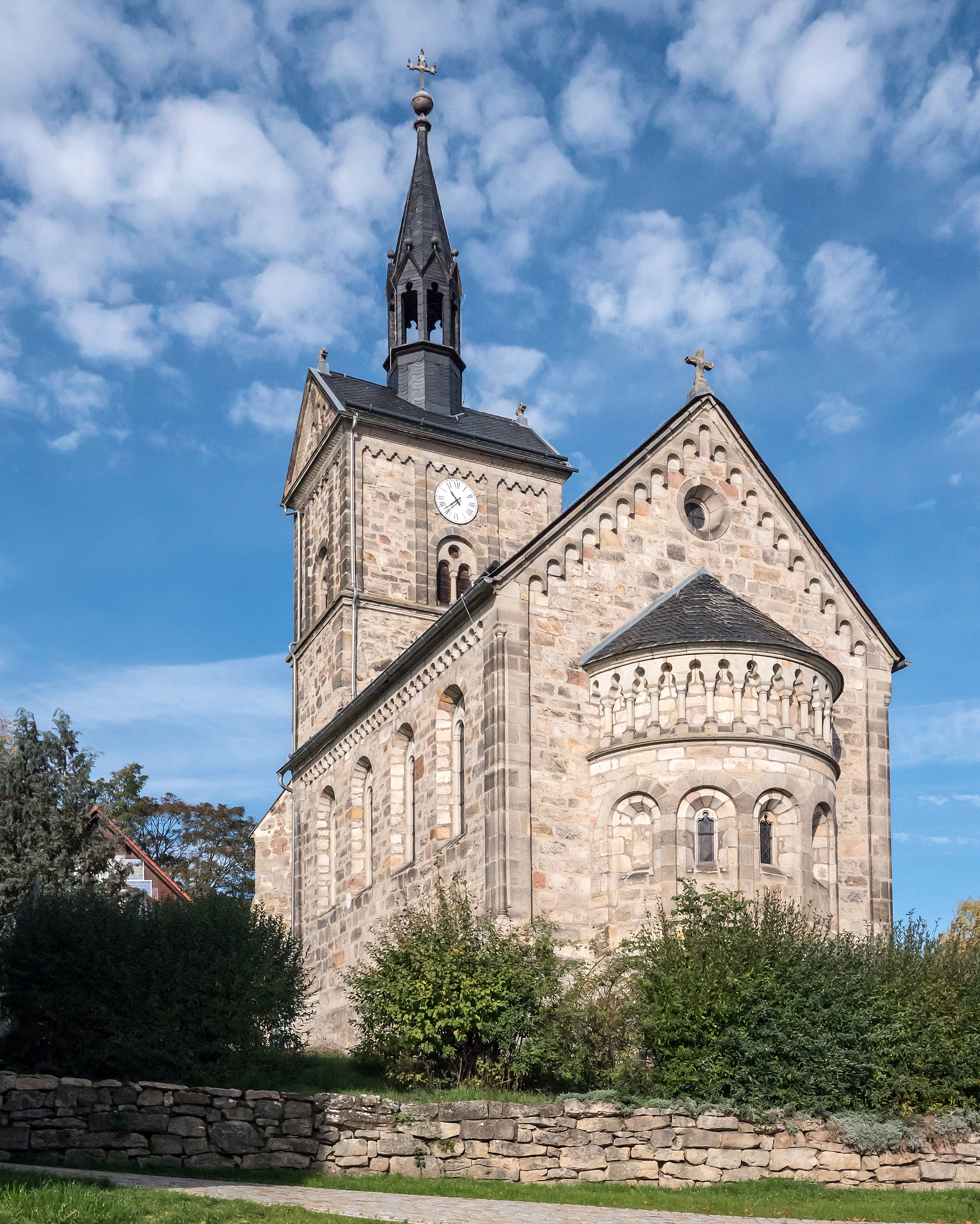
Südwest-Ansicht der Kirche
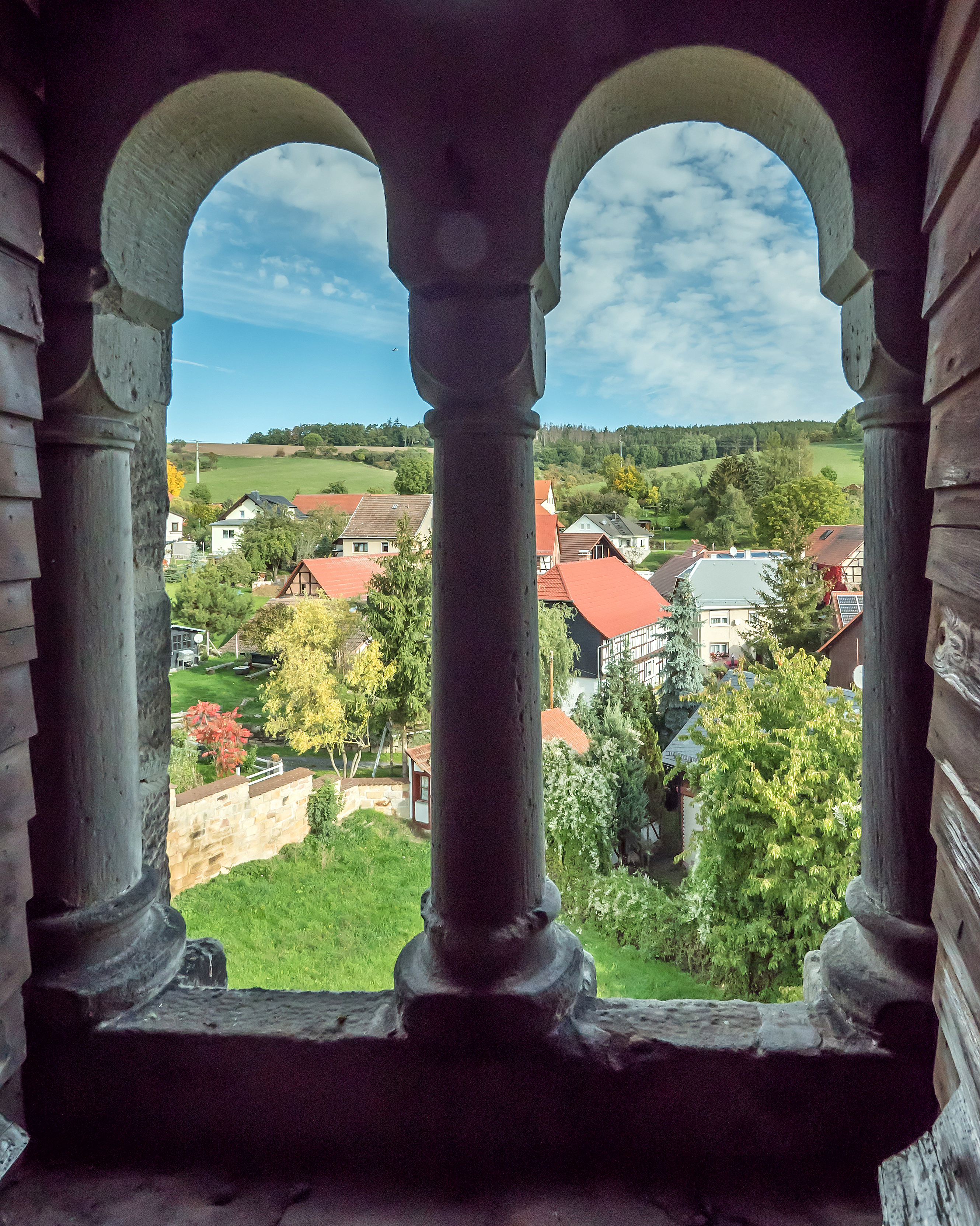
Turmausblick Nord
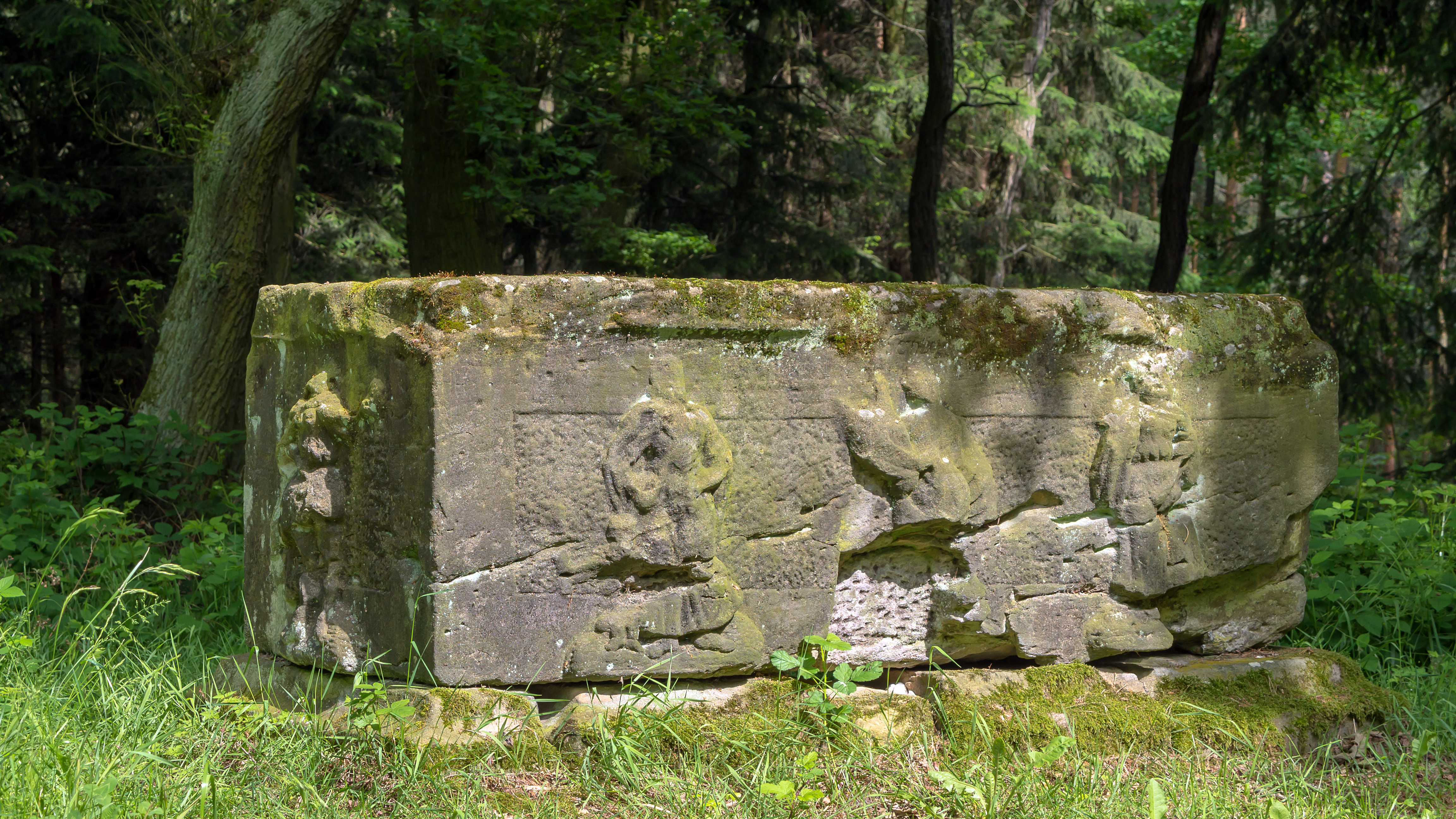
Musensitz oberhalb des Dorfes
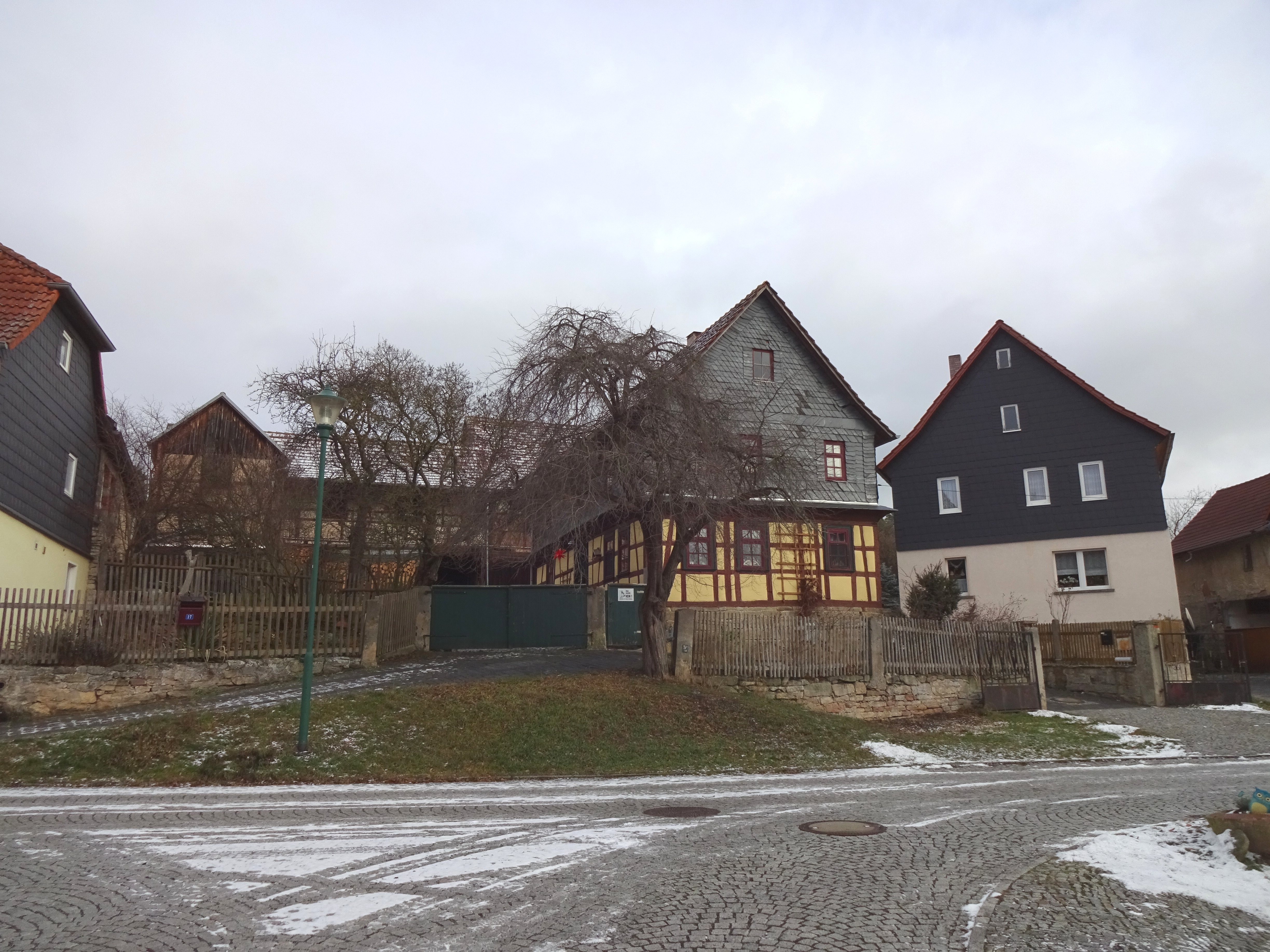
Lichstedt 2018
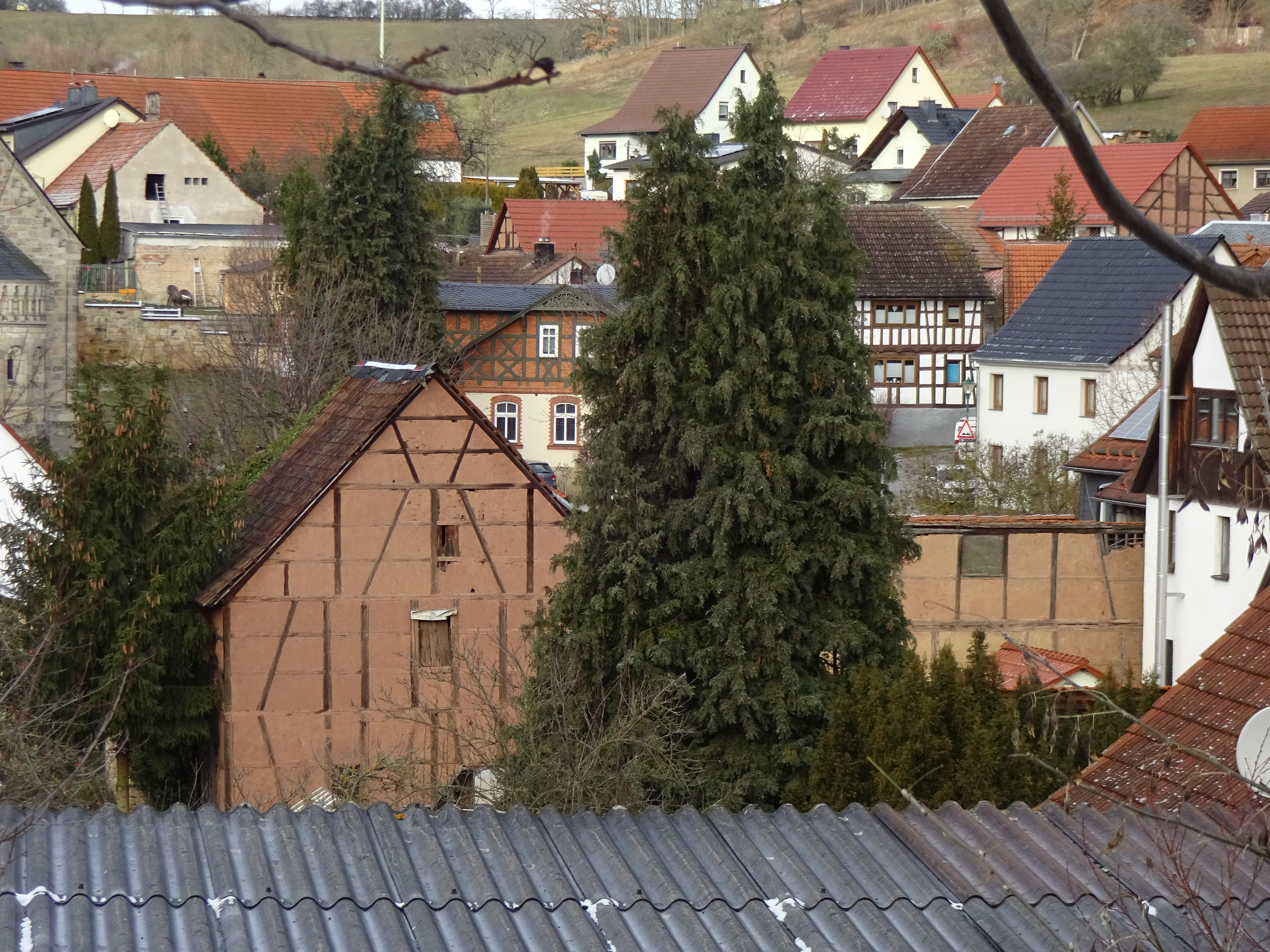
Lichstedt 2018

## Sehenswürdigkeiten
- Dorfkirche Lichstedt